# Kamilla Schatz
Kamilla Elisabeth Schatz (* 24. August 1968 in Kopenhagen) ist eine österreichisch-schweizerische Kulturintendantin und Gründerin der Pestalozzi Schulcamps. Bis 2017 verfolgte sie eine internationale Karriere als klassische Violinistin.

## Leben
Aufgewachsen in den USA und der Schweiz, studierte Schatz ab 1983 bei Sandor Zöldy an der Hochschule für Musik Basel. 1987 schloss sie dort mit dem Bachelor ab. 1987 folgte ein Studium bei Szymon Goldberg am Curtis Institute of Music, das Schatz 1990 mit dem Artist Diploma abschloss. 1994 beendete sie ihr Violinstudium an der Hochschule für Musik in Basel bei Hatto Beyerle mit dem Solistendiplom.
Von 1996 bis 2002 war Schatz Lehrerin für Violine an der Musikschule der Musikakademie Basel. Von 2002 bis 2006 wirkte sie als Professorin an der Musikhochschule Genf. 2006 folgte sie einem Ruf als hauptamtliche Professorin (AT-1) an die Staatliche Hochschule für Musik Trossingen. 2011 gab Schatz ihre Lehrtätigkeit auf.
Als Solistin und Kammermusikerin spielte Schatz in vielen Ländern Europas, in den USA und Kanada sowie in Asien. Sie trat 2004 in der Debüt-Reihe beim Lucerne Festival auf und erhielt Einladungen zu den Berliner Festwochen und zum Schleswig-Holstein Musik Festival. Während ihrer Musikerlaufbahn spielte sie sieben CDs ein. Der Schweizer Komponist Balz Trümpy widmete Schatz ein Violinkonzert, das sie mit dem Sinfonieorchester Basel unter Marko Letonja und dem Winterthurer Stadtorchester unter Heinrich Schiff aufführte.
Schatz ist Gründerin und Intendantin des Resonanzen-Kulturfestivals, das seit 2003 jährlich stattfindet (bis 2013 im Laudinella St. Moritz und seit 2014 im Waldhaus Sils).
2017 beendete Schatz ihrer Musikerinnenkarriere und gründete das Bildungsprogramm Pestalozzi Schulcamps, das sie leitet und das seit 2020 im Kinderdorf Pestalozzi in Trogen durchgeführt wird.
Kamilla Schatz ist Mutter eines Sohnes (* 2008) und Tochter des Biochemikers Gottfried Schatz sowie Schwester des Unternehmers Peer M. Schatz.